# Andrés Izarra
Pour les articles homonymes, voir Izarra.
Andrés Izarra est un journaliste et homme politique vénézuélien, né le 24 mai 1969 à Caracas. Ministre trois fois sous la présidence d'Hugo Chávez et une fois sous la présidence de Nicolás Maduro, il est l'actuel président de la chaîne vénézuélienne à vocation pan-latino-américaine Tele Sur depuis 2005.

## Biographie

### Journalisme
Andrés Izarra est le fils du colonel en retraite William Izarra lié au coup d'État de 1992 pour faire chuter le président Carlos Andrés Pérez. Contrairement à son père, Andrés n'entre pas tout de suite en politique. Il est d'abord journaliste au Venezuela et à l'étranger, notamment en Europe (Allemagne, France) puis au Mexique et aux États-Unis sur NBC et CNN. En 1999, il rentre au Venezuela et travaille comme directeur de production de la chaîne vénézuélienne de variétés RCTV, poste dont il démissionne en avril 2002 en raison de différends éthiques et éditoriaux avec la chaîne. L'expression de son désaccord suscite l'intérêt des partisans du pouvoir. 

### Débuts en politique
Il entre en politique comme attaché de presse auprès de l'ambassade du Venezuela aux États-Unis à Washington jusqu'en 2003. Il rencontre Eva Golinger et se lie avec l'Américain Michael Schellenberger. En 2004, il est nommé ministre de la Communication et de l'Information où il développe sa « conception publique de l'information » et sa « communication au public », jusqu'à présent l'apanage de trois ou quatre familles et il établit l'« hégémonie communicationnelle du gouvernement bolivarien ». 
Comme ministre, il lance des réformes qui visent à améliorer l'état de la chaîne nationale Canal Estatal Venezolana de Televisión et promeut la loi sur la responsabilité sociale à la radio et à la télévision, loi surnommé « loi Bâillon » par ses adversaires qui font valoir que cette loi implique une censure imposée au médias sur leurs contenus en matière politique. Cette loi est dénoncée par l'organisation Human Right Watch à laquelle Andrés Izarra réplique en la qualifiant de « couverture pour l'intervention américaine au Venezuela » et les accusent de servir l'« intérêt supérieur de ces bâtards de l'oligarchie vénézuélienne au service des intérêts impérialistes ».
En 2005, il quitte son portefeuille ministériel et devient directeur de la chaîne Tele Sur. La même année, il épouse Isabel González Capriles, journaliste et présentatrice auprès de la chaîne de télévision Globovisión. Le 3 décembre 2007, il est de nouveau nommé ministre de la Communication et de l'Information en remplacement de Willian Lara. 

### Accusations
Au cours d'une émission sur CNN en espagnol le 11 août 2010 faisant suite à un documentaire intitulé Les gardiens de Chavez, Andrés Izarra fait face au directeur d'une ONG vénézuélienne, l'Observatoire de la violence, Roberto Briceño León qui dénonce le triplement du nombre d'homicides au Venezuela depuis l'investiture du président Chávez. Izarra est accusé de rires inconsidérés durant cet échange, ce qui provoque une vive polémique sur l'appréciation qu'il porte à l'insécurité dans son pays. Il précise plus tard qu'il ne se moque pas de la situation mais dénonce les allégation absurdes prononcées contre lui par les opposants au gouvernement dont il fait partie. Ce documentaire compile des interviews de plusieurs personnes masquées qui se disent appartenir à des groupes armés dans plusieurs villes du pays ayant reçu le « soutien d'Hugo Chávez pour protéger son gouvernement, en cas d'agression ». Le documentaire recueille plusieurs témoignages masqués de gens qui déclarent que « le gouvernement chaviste est responsable du maintien des liens avec les groupes paramilitaires et les guérilleros dans les zones frontalières entre le Venezuela et la Colombie, y compris les Forces armées révolutionnaires de Colombie (FARC) et le Front bolivarien de libération (FBL) ».
Ce documentaire fait suite à la rupture diplomatique entre le Venezuela et la Colombie survenue après la déclaration du 22 juillet 2010 du gouvernement colombien d'Álvaro Uribe qui, avant la tenue du conseil permanent de l'OEA, dénonce la présence de troupes insurgées colombiennes au Venezuela avec le consentement et la protection du pouvoir de ce dernier. Ces déclarations n'ont fait l'objet d'aucune réponse de la part du pouvoir vénézuélien et n'ont pas été soutenues par le successeur déjà élu d'Uribe à la tête du pouvoir en Colombie, le président Juan Manuel Santos. Les relations diplomatiques ont été rétablies le 10 août 2010, trois jours après l'investiture du nouveau président colombien.